# Franz Anton von Zauner

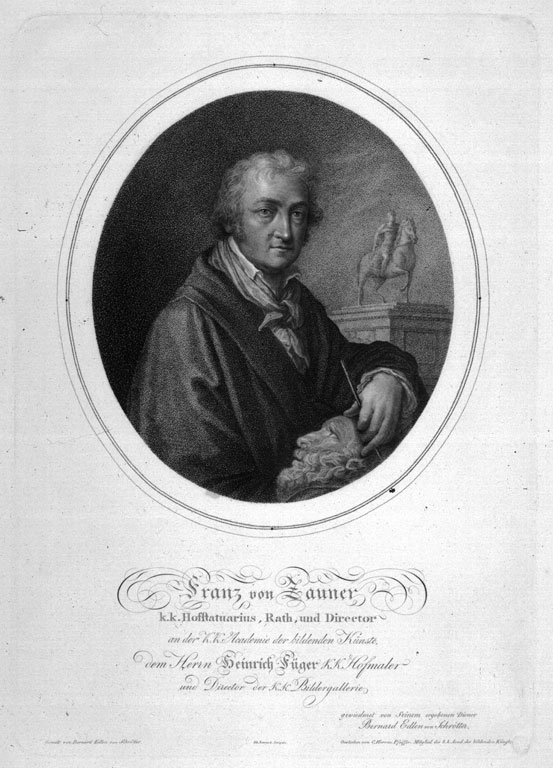
Franz Anton von Zauner

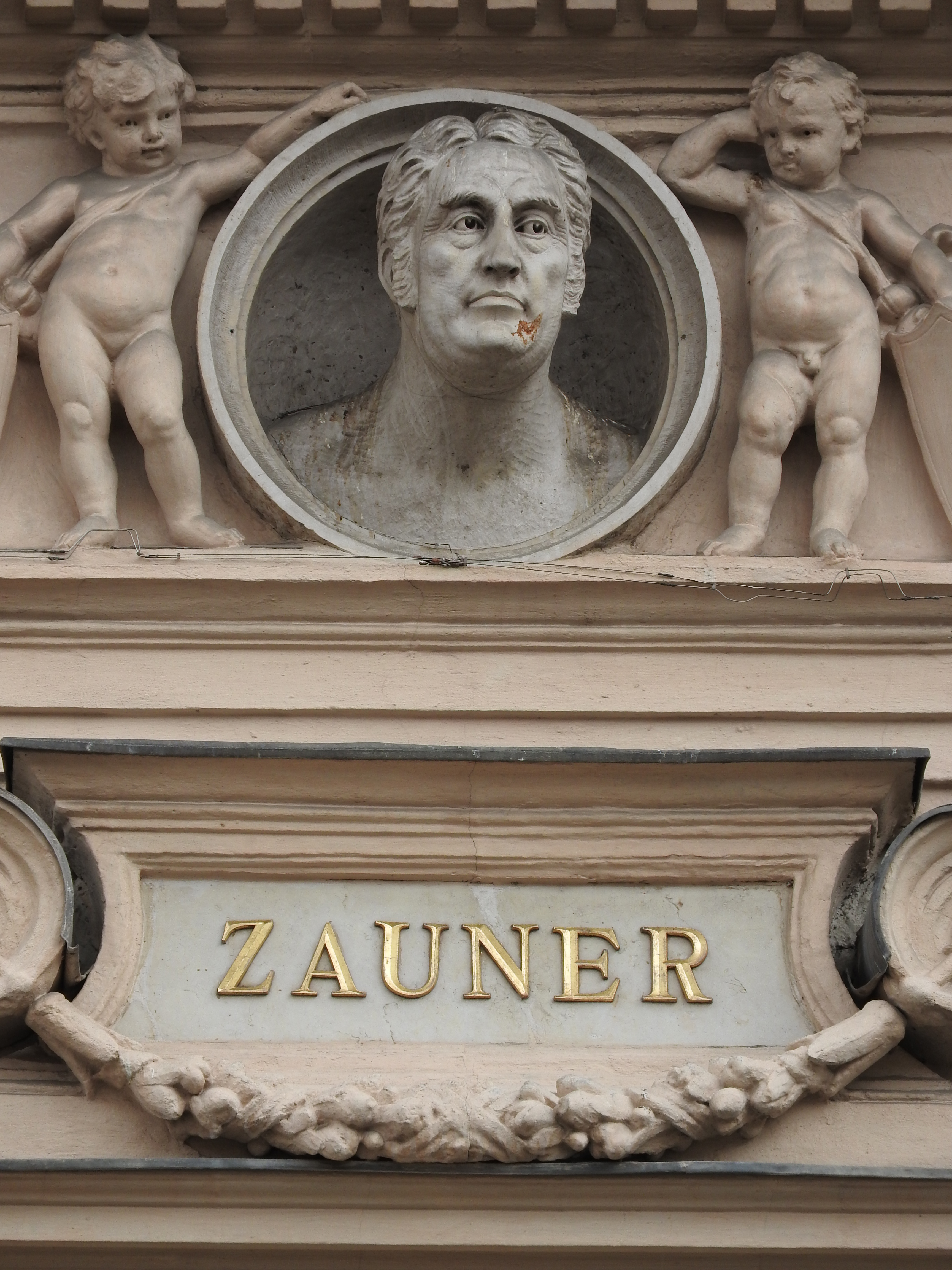
Porträt von Franz Anton von Zauner auf der Außenfassade des Tiroler Landesmuseum Ferdinandeum

Franz Anton Zauner, ab 1807 Franz Anton Zauner Edler von Falpetan (* 5. Juli 1746 in Unterfalpetan, Kaunerberg, Tirol; † 3. März 1822 in Wien) war ein österreichischer Bildhauer und Vertreter des Frühklassizismus als Nachfolger Georg Raphael Donners.

## Leben
Zauner studierte in Wien, wurde 1781 Lehrer, 1796 Professor und Rat der Akademie in Wien und 1806 Direktor der Maler- und Bildhauerklasse. Er wurde am 1. September 1784 in die Freimaurerloge „Zur wahren Eintracht“ aufgenommen und trat nach dem Freimaurerpatent der Loge „Zur Wahrheit“ bei.

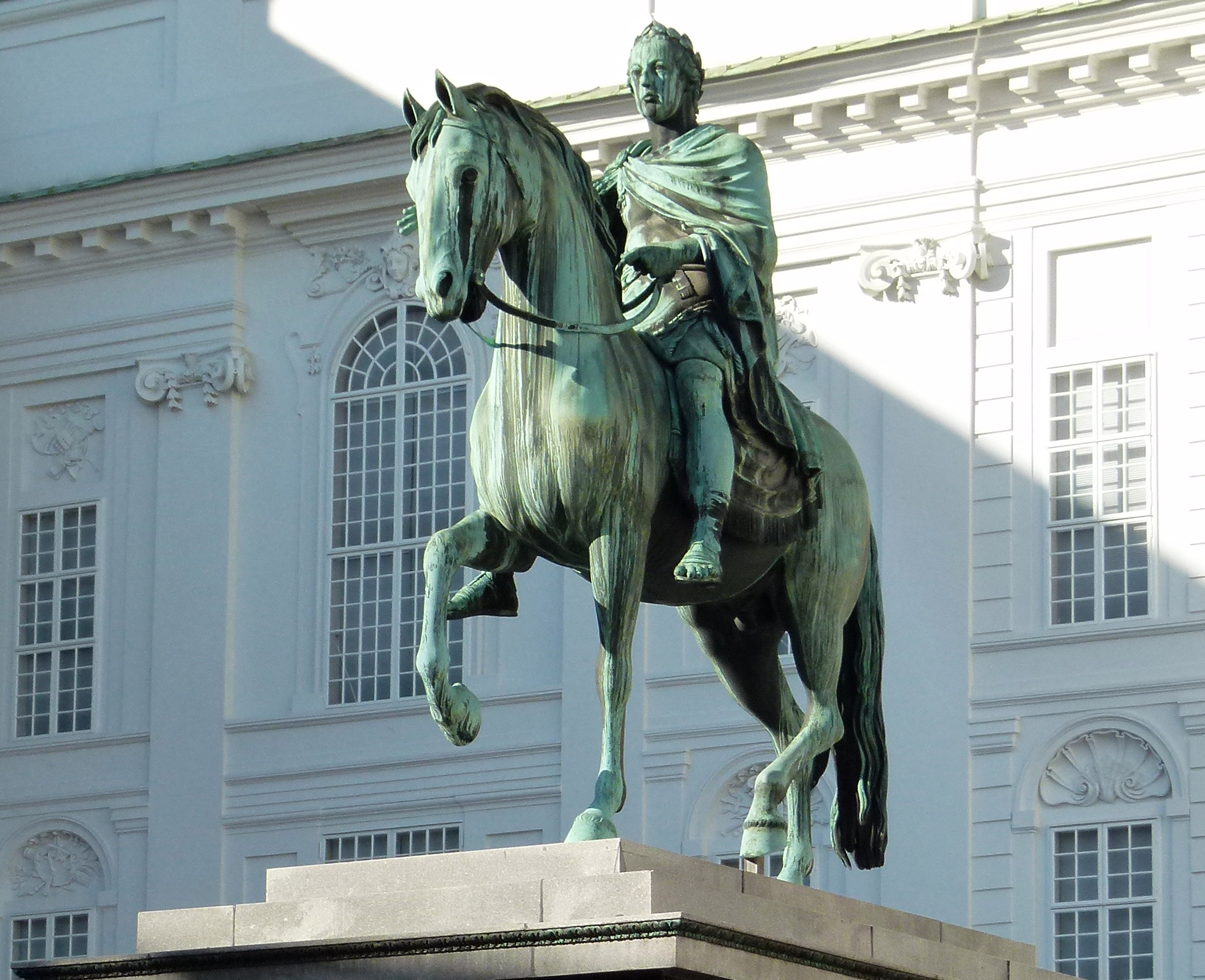
Reiterstatue Josephs II. am Josefsplatz in Wien

Seine Hauptwerke sind die Reiterstatue Josephs II., wofür ihm 1807 vom Kaiser Franz I. der Adel als „Edler von Falpetan“ verliehen wurde, und das Kenotaph Leopolds II. in der Augustinerkirche zu Wien. Er schuf auch das Grabmal des Feldmarschall Laudon in Hadersdorf. Zauner wirkte besonders gegen das manierierte Wesen in der Plastik seiner Zeit und suchte ein tieferes Studium der Antike anzubahnen.
Er wurde auf dem katholischen Friedhof Wien-Matzleinsdorf (heute: Waldmüllerpark) beerdigt.
Im Jahr 1894 wurde in Wien-Landstraße (3. Bezirk) die Zaunergasse nach ihm benannt.

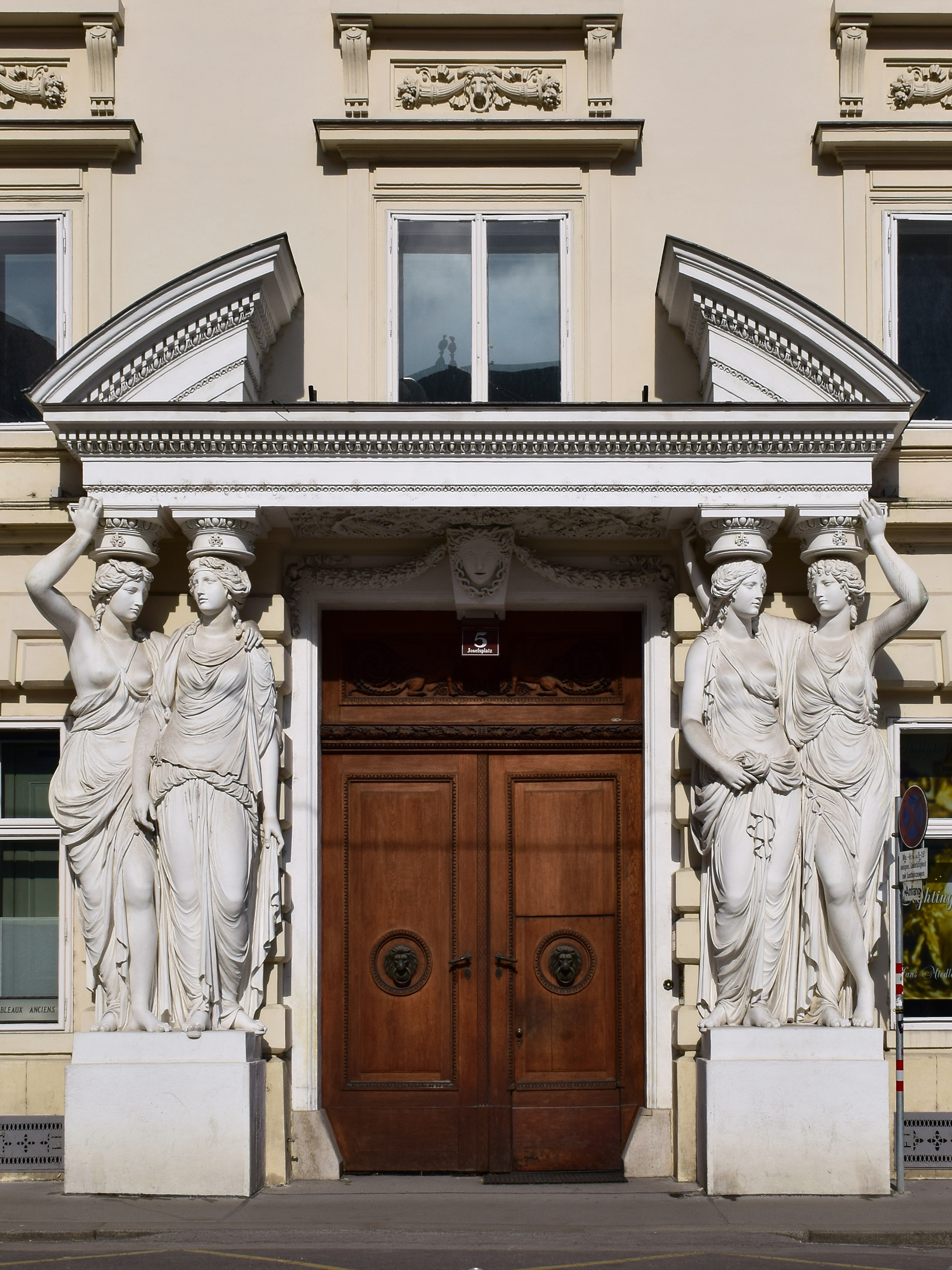
Portal des Palais Pallavicini am Wiener Josefsplatz mit vier von Franz Anton von Zauner gestalteten Karyatiden